# ATP Challenger Pingguo
Das ATP Challenger Pingguo (offizieller Name: Green World ATP Challenger) war ein Tennisturnier in Pingguo, Volksrepublik China, das in den Jahren 2011 und 2012 im Rahmen der ATP Challenger Tour ausgetragen wurde. Das Turnier fand im Freien auf Hartplatz statt.
Im Einzel konnte der Japaner Gō Soeda beide Austragungen für sich entscheiden, wodurch er der erfolgreichste Spieler des Turniers ist.

## Liste der Sieger

### Einzel
| Jahr | Sieger       | Finalgegner        | Ergebnis      |
| ---- | ------------ | ------------------ | ------------- |
| 2012 | Gō Soeda (2) | Malek Jaziri       | 6:1, 3:6, 7:5 |
| 2011 | Gō Soeda (1) | Matthias Bachinger | 6:4, 7:5      |

### Doppel
| Jahr | Sieger                              | Finalgegner                   | Ergebnis |
| ---- | ----------------------------------- | ----------------------------- | -------- |
| 2012 | John Paul Fruttero Raven Klaasen    | Colin Ebelthite Sam Groth     | 6:4, 6:2 |
| 2011 | Michail Jelgin Alexander Kudrjawzew | Harri Heliövaara Jose Statham | 6:3, 6:2 |